# Walter Robyns
Frans Hubert Edouard Arthur Walter Robyns dit Walter Robyns (1901-1986), est un botaniste et universitaire belge. Il dirige le Jardin botanique national de Belgique de 1931 à 1966 et est professeur de botanique à l'université catholique de Louvain de 1928 à 1966.

## Biographie
Walter Robyns naît en 1901 à Mielen-sur-Alost, fils de Désiré Robyns et d'Hortense Tits. Il est élève au petit séminaire de Saint-Trond, puis poursuit ses études en 1919 à l'université de Louvain, où il obtient son doctorat en sciences en 1923. Il fait un premier séjour d'étude aux Jardins botaniques royaux de Kew en 1923. Il candidate à un poste d'assistant au Jardin botanique national de Belgique en novembre 1923 et prend ses fonctions en 1926 après avoir effectué son service militaire, un second stage de six mois à Kew, et une mission botanique au Congo. Il se marie en 1927 avec Hélène Minten, le couple a trois enfants.
Il est nommé chef du service des herbiers en 1926, fonction à laquelle il ajoute celle de chef du service des cultures en 1927, puis il devient conservateur en 1929. En 1931, il succède à Émile De Wildeman en tant que directeur du Jardin botanique national et gère le transfert de l'institut du site de Bruxelles au domaine de Bouchout, à Meise. Il prend sa retraite en 1966 et Fernand Demaret lui succède à cette fonction.
Il enseigne la botanique à université de Louvain, nommé chargé de cours en 1926, puis professeur à partir de 1928. Il est professeur invité à l'université Lovanium de Kinshasa en 1957 et 1965 et président de l'Académie royale des sciences d'outre-mer en 1963.
Il voyage en Afrique centrale et effectue des travaux taxonomiques sur plusieurs groupes de plantes tropicales africaines, notamment Rubiaceae, Poaceae et Fabaceae.
Il est l'initiateur d'une série monographique sur la flore de l'Afrique centrale, Flore d'Afrique centrale . De 1959 à 1964, il est président de l'Association internationale de taxonomie des plantes. Il est aussi co-auteur de plusieurs versions du Code international de nomenclature botanique (1952, 1956, 1961 et 1966).

## Publications (sélection)
- Flore agrostologique du Congo Belge et du Ruanda-Urundi, Bruxelles : Goemaere, 1929-1934.
- Flore des spermatophytes du Parc national Albert (avec Roland Tournay) Bruxelles : Institut des parcs nationaux du Congo belge, 1947-1955.
- Les territoires biogéographiques du parc national Albert, Bruxelles : Institut des parcs nationaux du Congo belge, 1948/
- Flore du Congo belge et du Ruanda-Urundi, préparée par le Comité exécutif, Bruxelles : Jardin botanique de l'État, 1958.

## Éponymie
- Robynsia, famille des Rubiacées, nom introduit par John Hutchinson (1931).
- Robynsiella, famille des Amaranthacées, nom introduit par Karl Suessenguth (1938).
- Robynsiochloa, famille des Poacées, nom introduit par Henri Jacques-Félix (1960).
- Robynsiophyton, famille des Fabacées, nom introduit par Rudolf Wilczek (1953)[2].